# Tjaneni
Koordinaten: 25° 59′ S, 31° 43′ O
Tjaneni (auch: Tshaneni) ist ein Ort in Eswatini. Er liegt im Norden des Landes, gehört zur Region Lubombo. Der Ort liegt etwa 290 Meter über dem Meeresspiegel an der Grenze zu Südafrika.

## Geographie
Tjaneni liegt im äußersten Norden von Eswatini an der Fernstraße MR5, die von Süden, von Nkambeni kommend, nach Masibekela in Südafrika führt. In dem Gebiet liegt das Sand River Reservoir, in der Umgebung wird intensiv Plantagenwirtschaft betrieben.